# Bitka za Vukovar
Bitka za Vukovar, također i Obrana Vukovara i Vukovarska tragedija, bila je najveća i najkrvavija bitka u Domovinskom ratu, 87-dnevna opsada hrvatskog grada Vukovara koju je uspostavila Jugoslavenska narodna armija, uz pomoć srbijanskih paravojnih snaga od kolovoza do studenoga 1991. godine tijekom Domovinskog rata. Bitka je završena porazom mjesnoga Zbora narodne garde, velikim razaranjem Vukovara i brojnim umorstvima i progonom hrvatskoga stanovništva. U borbama u Vukovaru je poginulo oko 900 branitelja grada, a nakon zarobljavanja u masovnim ratnim zločinima još njih oko 600. Još oko 1000 hrvatskih branitelja izginulo je u borbama na širemu području oko Vukovara, koje su također predstavljale dio bitke. Poginulo je i oko 1000 civila, a oko 7000 hrvatskih vojnika i civila završilo je u zarobljeničkim logorima u Srbiji, gdje su pretežno bili izloženi zlostavljanjima, u nekim slučajevima vrlo svirepim.
Agresor je tijekom bitke za Vukovar, prema hrvatskim procjenama, izgubio oko 6000 vojnika, od ukupno oko 30 000 angažiranih pripadnika kopnene vojske koje su obuhvaćale najjače oklopne postrojbe kojima je JNA raspolagala. Od tih gubitaka, napadač je izgubio oko 2500 u borbama za sam grad. Srbijanski vojni podatci navode 1200 poginulih vojnika; u koji broj, koji ne obuhvaća ranjene vojnike, zacijelo nisu uračunati pripadnici raznih srbijanskih paravojnih postrojba.
Iako je bitka predstavljala značajan vojni poraz i simbolički gubitak za Hrvatsku - koja nije povratila nadzor nad gradom do 1998. godine – ona je za JNA predstavljala tek Pirovu pobjedu. Naime, pokazalo se da po okončanju bitke JNA više nije bila sposobna za izvođenje daljnjega napada kojim bi se, spajanjem sa snagama Banjalučkoga korpusa, koje su već bile raspoređene u dijelu Zapadne Slavonije, omogućila okupacija čitave Slavonije te daljnji prodor prema Varaždinu i glavnome gradu Hrvatske Zagrebu, kakav je bio plan JNA. Tako se uporna obrana Vukovara pokazala odsudnom u zaustavljanju glavnoga napada na Hrvatsku. Drama bitke ujedno je pomogla Hrvatska izboriti međunarodnu potporu za svoju neovisnost. Do danas se žrtva Vukovara u Hrvatskoj poštuje kao jedan od ključnih trenutaka Domovinskoga rata. Na obljetnicu sloma hrvatske obrane, 18. studenoga, u Vukovaru se okupi i preko stotinu tisuća ljudi.

## Vukovar pred bitku
Vukovar je važno područno središte na granici Hrvatske i Srbije, koji se nalazi na desnoj obali Dunava. Bio je važna riječna luka i gradsko središte prije rata etnički izmiješane općine. U općini Vukovar, po popisu stanovništva iz 1991. godine, živjelo je 84 189 stanovnika, od čega su 36 910 (43,8%) bili Hrvati, 31 445 (37,4%) Srbi, 6124 (7,3%) Jugoslaveni, 1375 (1,6%) Mađari i 8335 (9,9%) ostali.
U samome Vukovaru je živjelo oko 44.639 ljudi početkom 1991. Relativna većina (47,2%) stanovništva grada bili su Hrvati, dok su Srbi činili 32,3% stanovništva. Prije 1990., stanovništvo je bilo vrlo integrirano, s velikim postotkom mješovitih brakova i ljudi koji su se izjašnjavali kao Jugoslaveni, a ne kao Hrvati ili Srbi.

## Uvod u bitku
Dana 25. lipnja 1991. godine, Hrvatska je proglasila razdruženje od SFR Jugoslavije. Militantni krugovi i izmanipulirani pripadnici srpske manjine u Hrvatskoj smatrali su to neprijateljskim činom. Oštro se pobunila protiv toga, nastavila se prihvaćati oružja koje je do tada rabila protiv hrvatskih vlasti kroz široko područje zemlje. Poticao ih je i podupirao srbijanski predsjednik Slobodan Milošević kao i vodstvo JNA, koje je bilo sastavljeno većinom od Srba. 

Prema izjavama bivšega načelnika JNA Veljka Kadijevića, cilj JNA bio je ući duboko u Hrvatsku, zauzeti Zagreb, svrgnuti zakonito izabranu vlast i uništiti njezine oružane snage. Kada bi ta zadaća bila ostvarena, nova Jugoslavija mogla bi određivati svoje zapadne granice. Ključni element ovog plana bila je upotreba teško naoružanih snaga kojim bi se zauzela oblast istočne Slavonije koja je imala brojnu srpsku zajednicu, da bi se zatim dalje napredovalo na zapad do Zagreba.
Vukovarsko područje već je tada bilo u stanju dugoročne političke krize. Vodeća hrvatska stranka, Hrvatska demokratska zajednica, imala je malo izravnog utjecaja na općinu Vukovar, jer na izborima 1990. godine nije dobila ni jedno od pet mjesta za predstavnike općine u Saboru. U lipnju 1990. godine, skupština općine Vukovar, u kojoj su većina bili Srbi, odbila je prihvatiti novi ustav Hrvatske kojim se Republika Hrvatska proglašava neovisnom i suverenom državom. Premoćna stranka u skupštini općine bio je Savez komunista Hrvatske. Srbin Slavko Dokmanović, po struci poljoprivredni inženjer, izabran je za predsjednika skupštine općine Vukovar.
Do proljeća 1991. godine, srbijanske paravojne formacije, koje su imale potporu Miloševića preko Ministarstva unutarnjih poslova Srbije, organizirale su se u nekoliko mjesta u istočnoj Slavoniji. Srbijanske paravojne formacije smjestile su svoju bazu u vukovarskom prigradskom naselju Borovo Selo, u kojem je većinu činilo srpsko stanovništvo. Militantna propaganda iz Beograda doprinijela je zaoštravanju odnosa i radikalizirala velik broj građana, utječući na njih da drugu stranu vide u najgoremu mogućemu svjetlu.

## Raniji stadiji sukoba
Dok se stanje u istočnoj Slavoniji pogoršavalo, 9. travnja 1991. godine, Dokmanović je napisao dramatično pismo hrvatskom predsjedniku Franji Tuđmanu izjavljujući „da je trenutno stanje u Vukovaru veoma kritično i da prijeti da svakog trenutka eskalira u međuetnički sukob s mogućim trajnim, tragičnim i nepredvidivim posljedicama, što je posebno naglašeno sve učestalijim naoružavanjem civilnog stanovništva koje se nastavlja i koje stvara atmosferu straha i potpunog odsustva povjerenja stanovništva u bilo koju vladinu instituciju”.
U noći s 1. na 2. svibnja 1991. godine, dvije policijske ophodnje zaustavile su se na ulazu u Borovo Selo. Po nekim informacijama, trebale su skinuti srpsku zastavu izvješenu na ulazu, kad je na njih otvorena vatra iz prvih neosvijetljenih kuća. Dvojica lakše ranjenih policajaca pobjegli su, a dvojica su zarobljena. Sljedeći dan ujutro Veselin Šoškočanin, vođa SDS-a isprva je zanijekao incident, a zatim je rekao kako su policajci zarobljeni jer su pucali na Srbe civile. Prema dogovoru, policajci iz Vinkovaca krenuli su po zarobljene kolege. Odmah čim su ušli u selo na njih je otvorena vatra iz kuća i s krovova. Imali su nekoliko mrtvih i ranjenih i pozvali su u pomoć. Policija iz Osijeka zaustavljena je na barikadi, dok su policajci iz Vinkovaca ušli u selo. Tada nastupa JNA iz Dalja te sedam oklopnjaka 12. proleterske mehanizirane brigade razdvaja „sukobljene strane”. Poginulo je 12 policajaca, a tijela nekih od njih bila su masakrirana. Nakon sukoba u Borovom Selu, kratkotrajnoga rata u Sloveniji te pada Baranje, snage JNA konačno su razmještene za rat.
Tijekom srpnja i kolovoza 1991. godine, hrvatske su vlasti postupno gubile nadzor nad istočnom Slavonijom, kako su srbijanske paravojne snage i mjesne milicije, često uz potporu jedinica JNA stacioniranih u tom području, progonile vladine službenike i postavljale minska polja i barikade. JNA je zauzela položaje na drugoj strani Dunava, a bojni brodovi JNA patrolirali su rijekom. Mjestimični minobacački napadi na Vukovar počeli su u lipnju, a dalekometno topništvo počelo je gađati grad početkom kolovoza. Do kraja kolovoza 1991. godine, broj stanovnika grada je pao na oko 15 000. Stanovništvo koje je ostalo su sačinjavali Hrvati, Srbi i ljudi inih narodnosti. Vukovar je u tom trenutku već bio u velikom dijelu okružen teritorijem pod srbijanskom kontrolom, a od 25. kolovoza 1991. godine, počinje redovno granatiranje i zračni napadi na grad. Međutim, još uvijek nije bilo pokušaja zauzimanja grada. Borba se načelno sastojala od intenzivne razmjene vatre između teritorija pod srbijanskim i hrvatskim nadzorom.

## Sukobljene snage

### Hrvatska vojska
Može se reći kako je u kolovozu 1991. godine, s početkom borbi u Vukovaru, bilo oko 800 pripadnika MUP-a Vukovar i Varaždin, NZ Vukovara, 4. bojna 3. "A" brigade ZNG-a, skupina 1 "A" brigade ZNG-a, te skupina od 58 pripadnika HOS-a. Postupnim pritjecanjem oružja broj branitelja je narastao na oko 1 800 do najviše 2 000 ljudi u samom gradu, dok ih je na cijelom bojištu bilo najviše 6 700 pred sam pad grada. Ukupan broj oklopno mehaniziranih sredstava također pred sam pad grada na cijelom bojištu bio je: 26 tenkova i oklopnih transportera, 52 topa do 100 mm, 32 topa preko 100 mm, 1 VBR te 68 minobacača. Dana 25. rujna 1991. godine, od pripadnika naoružanih postrojbi u Vukovaru ustrojena je 204. brigada HV (u službenim dokumentima HV-a vodi se kao 124. brigada Hrvatske vojske). Unatoč njihovoj malobrojnosti i slabomu naoružanju, vukovarski branitelji bili su daleko bolje motivirani od njihovih protivnika jer su (u nekim slučajevima) njihove obitelji bile u gradu i oni bi se, prirodno, borili s više snage, borbenosti i osjećaja. Išle su im na ruku obrambene prednosti, koje je pružao gradski teren.
Mile Dedaković Jastreb, zamjenik zapovjednika i zapovjednik hrvatskih snaga u Vukovaru Branko Borković te Blago Zadro, odigrali su ključnu ulogu u smišljanju obrambene taktike koja je zadržala JNA izvan Vukovara tijekom dužega razdoblja.  Napravili su združenu zapovjednu strukturu koja je stvorila jednu brigadu od prethodno odvojenih elemenata. Njihova taktika temeljila se na integriranom obrambenom sustavu koji je uključivao miniranje prilaznih puteva, antitenkovske ekipe, snajpere i dobro utvrđene obrambene položaje. Ovakav je spoj imao za cilj usporavati i razbijati napade JNA do trenutka kada bi protunapad natjerao hrvatske branitelje na povlačenje. Do pogibije, Blago Zadro, osobno je vodio akcije koje zaustavljaju prodore JNA na Trpinjskoj cesti.

### Jugoslavenske/srbijanske snage
Može se reći kako je stalno brojno angažiranih vojnika koji su napadali sam grad bilo oko 30.000, čemu treba pribrojati 1.600 tenkova i oklopnih transportera, 980 oruđa zemaljskog topništva, 350 protuzrakoplovnih topova sa 750 cijevi za djelovanje po zemaljskim ciljevima. Ukupan broj neprijateljskih vojnika na vukovarskom bojištu pred pad grada procjenjuje se na oko 80.000. Za zauzimanje Vukovara JNA je angažirala ukupno 11 brigada operativne vojske, od čega devet oklopno - mehaniziranih, uz postrojbe Teritorijalne obrane Srbije i pobunjenih hrvatskih Srba, te paravojnih dragovoljačkih postrojbi kao što su Arkanovci i Šešeljevci.
Iako su u teoriji bili jači od hrvatskih snaga i bolje opremljeni, u agresorskim snagama slab moral, jadno vodstvo i konstantna dezertiranja su bila česta pojava, koja je smanjivala snagu i mogućnosti mnogih jedinica. Mnogi vojnici JNA bili su nesrbi, a bio je prisutan velik broj Bošnjaka i Kosovskih Albanaca. Do ove faze, nesrpski pripadnici JNA nisu naročito podupirali srpski nacionalizam ili nominalni uzrok jugoslavenskog jedinstva. Nesrpski vojnici bili su nepouzdani u očima zapovjedništva, u kojem su dominirali Srbi, i mnogi su dezertirali tijekom bitke, za koju su osjećali da u njoj nemaju svoga udjela. Slab moral bio je problem i kod srpskih pripadnika JNA, također i dezertiranja i prosvjedi bili su česti diljem većinom regrutiranih snaga. Rat je bio nepopularan u Srbiji i JNA je doživjela različite probleme pri mobilizaciji za borbu. Armija je boreći se pokazala za što se bori (bilo je to jedino u listopadu 1991. godine, kada su crvene zvijezde zamijenjene jugoslavenskom trobojnicom, simbolizirajući tako smjenu komunizma i dolazak nacionalističkih ideologija).
Agresor je bio dosljedan manjku koordinacije između različitih grupa, koje su bile angažirane. Čak, i unutar JNA, bilo je problema u osnivanju objedinjenog zapovjednog lanca između različitih korpusa i brigada. Bilo je većih problema u koordinacijskim pokretima sa srpskom Teritorijalnom obranom, srpskim paravojnim snagama i lokalnim srpskim milicijama. Paravojska i milicije su bile, često, jadno organizirane s nediscipliniranim, često pijanim pripadnicima i brzo su dobivale reputaciju značajnih i brutalnih krvnika. Masovna dezertiranja i žrtve, pretrpljene zbog loše organizacije tijekom bitke, prisilile su JNA da mobilizira vojnike na ulicama Srbije i šalje ih na bojno polje, čime je samo pogoršavala svoje gubitke.

## Prvi dio bitke
U subotu, 24. kolovoza 1991. godine, Luka Andrijanić je oborio avion JNA iznad Borova Sela koji je napadao položaje hrvatskih snaga na silosu Đergaj. Sljedećeg dana, 25. kolovoza 1991. godine, jedno oklopno vozilo JNA naišlo je na "miniranu barikadu u gradu" koja se nalazila na prijelazu iz Borovog Naselja u Borovo Selo. Nakon toga su pripadnici JNA iz vojarne u Vukovaru i postava u Borovu Selu zajedno s pripadnicima srpskih paravojnih postrojbi iz okolnih sela krenuli u napad na Borovo Naselje i grad Vukovar, u kojem je napadač po procjeni branitelja ostao bez nekoliko tenkova i transportera. Za vrijeme bitke zapovjednik vojarne u Vukovaru, kapetan Ćurčin zatražio je prekid vatre jer u području podvožnjaka na Bogdanovačkom putu, JNA imala dva oštećena tenka koja žele izvući, što je bila laž. Nakon prekida vatre, JNA je iz vojarne izašla sa šest tenkova koji su blokirali cestu prema Bogdanovcima. To je bio početak bitke za Vukovar.
26. kolovoza, u 2 sata nakon ponoći počeo je novi napad na Borovo Naselje prema kafiću Slon koji je trajao cijeli dan do 20:00 sati i završio je uništenim jednim tenkom i jednim BOV-om JNA. 27. kolovoza, na područje Trpinjske ceste stigao je mehanizirani bataljun 1. proleterske gardijske motorizirane brigade JNA. Opet u noći oko 1:30 sati, ponovljen je napad prema Borovom Naselju i to u dva pravca: prema kafiću Slon i prema Domu tehnike. Postrojbe Jugoslavenske narodne armije su se uspjele probiti kod Doma tehnike, ali su nakon višesatnih borbi ipak odbačene.
Dana 28. kolovoza 1991. godine, iz smjera istoka, iz Ovčare prema Vučedolu su se smjestili tenkovi JNA i počeli s ukopavanjem. Sukobi su nastavljeni do 30. kolovoza kad je potpisano primirje koje je hrvatska strana iskoristila za odmor i raspodjelu nešto oružja koje je privatnim kanalima došlo iz Slavonskog Broda, Vinkovaca i Zagreba. Nekako u to vrijeme u Vukovar je stigao Mile Dedaković Jastreb koji je počeo koordinirati punktove obrane koji su se već iskazali u prvim bitkama. Do 30. kolovoza 1991. godine, JNA je izgubila 10 tenkova i 2 zrakoplova. Zatražen je prekid vatre.
U rujnu 1991. godine, ponovno, počinju borbe na prilazima Vukovaru. Selo Berak je palo 2. rujna, uz protjerivanje stanovništva. Dana 5. rujna 1991. godine, bilježi se do tada najžešći napad na Vukovar, kojem branitelji odoljevaju. Nakon blokada vojarni diljem Hrvatske, koje su počele 13. rujna, JNA pokreće napadnu operaciju širokih razmjera, s ciljem potpunog poraza ZNG-a. Dana 14. rujna 1991. godine, u samom Vukovaru počela je najžešća napadna operacija JNA. Napadu je prethodilo raketiranje i bombardiranje grada kazetnim bombama zrakoplovstva JNA. Tenkovi i pješaštvo krenuli su sa svojih položaja između Negoslavaca i Petrovaca prema Sajmištu. Prošli su kroz minsko polje koje vjerojatno nije bilo dobro postavljeno što im je javila peta kolona, (vrlo živahna u tom dijelu Vukovara gdje je živjelo miješano stanovništvo) i uspjeli su prodrijeti do vojarne i spojiti se sa srpskim paravojnim formacijama u gradskom naselju Petrova Gora. Tako su spojena ta dva dijela Vukovara koji su JNA i četnici imali od početka pod kontrolom. Drugi napad je išao na Borovo Naselje. Prvi smjer napada išao je kroz Trpinjsku cestu te zatim kroz Hercegovačku ulicu prema Slavonskoj ulici. 
Vremenski kasnije je krenuo drugi napad kroz samu Trpinjsku cestu. Krenula je kolona tenkova i oklopnih vozila kojih je bilo više od 30. Na tom punktu bila je skupina Marka Babića koji je sam uništio 5 tenkova, od ukupno 11 tenkova i 3 transportera koliko ih je ostalo na cesti. Tijekom noći u pokušaju izvlačenja uništen je i tenk za izvlačenje oklopa. Po procjeni branitelja, stradalo je barem 70 pješaka. Ukupan broj uništenih tenkova toga dana je bio 17 i jedan avion.
15. rujna, ujutro krenuli su četnici i JNA iz vojarne, osokoljeni uspješnim prodorom od 14. rujna. Nakon 6 i pol sati žestoke ulične borbe za svaku kuću i čišćenje ulica po Sajmištu, četnici i rezervisti su se povukli nazad u vojarnu, a dio snaga koji je provalio do Kuginog groblja povukao se u Petrovu Goru. Krenuli su i tenkovi po Trpinjskoj cesti gdje je skupina Blage Zadre uništila 3 tenka i 2 oklopna transportera. Taj dan su novinar HTV-a Nedžad Haznadar i njegov snimatelj Dean Lukić načinili snimke tih tenkova koji su se još dimili i Trpinjska cesta je dobila naziv "groblje tenkova". Sljedeći dan, napadi preko Trpinjske ceste su nastavljeni cijeli dan u valovima. Samo u prvom naletu uništeno je 8 tenkova, a neprijateljski gubici u rezervistima i četnicima bili su strašni. Taj dan opet je pokušan prodor iz vojarne, ali nakon uništena 2 tenka i 1 transportera JNA se povukla. Epilog trodnevnih žestokih borbi u Vukovaru bio je: 30 uništenih tenkova i oklopnih vozila, jedan avion i oko 500 pješaka. Zauzet je prostor od nekoliko ulica oko srpskog naselja Petrova Gora, dok je ostali dio oko vojarne bio "ničija zemlja".
Istovremeno, od sredine rujna na pravcu Šid - Vinkovci počelo je uvođenje glavnine 1. proleterske gardijske motorizirane divizije JNA, a potom i pridodane 252. oklopne brigade iz Kraljeva. Sredinom rujna, 14. i 15. rujna, JNA je uspjela odsjeći Vinkovce od Vukovara radi čega je jako poraslo značenje Bogdanovaca, preko kojih se je jedino mogla vršiti opskrba Vukovara. 17. rujna 1991. godine, bio je prvi jači tenkovsko - pješački napad na „kukuruzni put“ i Bogdanovce koji je odbijen. Sljedećeg dana, kada je na snagu trebalo stupiti primirje, dvije velike kolone tenkova krenule su Trpinjskom cestom iz Trpinje, a drugi dio njih iz smjera Bršadina. Ovi drugi prodrli su na područje zvano „Trokut“ i izbili su na Bobotski kanal, na što su se branitelji morali povući sa silosa Đergaj koji je bio vrlo važan položaj.
Koridor koji je spajao Vukovar s Vinkovcima, povjeren je 25. rujna 2. bojni 3. „A“ brigade ZNG-a u neposrednoj i tijesnoj suradnji sa snagama 109. brigade ZNG-a. Toga dana je 1. satnija druge bojne 3. "A" gardijske brigade Daltoni došla u Bogdanovce pod zapovjedništvom Tomislava Pucelja. Tamo su se već nalazili pripadnici MUP-a iz Vinkovaca i Županje. Ostatak druge bojne 3. „A“ brigade ZNG-a, 26. rujna je pridodan 109. brigadi ZNG-a koja je nakon sporazumnog izvlačenja JNA iz vojarne u Vinkovcima dobila zadaću vođenja borbe u istočnom dijelu općina Vinkovci i Vukovara, posebno obrane na crti Nijemci - Ilača - Lovas. Dva dana kasnije tim se snagama priključila 122. brigada ZNG-a Đakovo. Dana 28. rujna 1991. godine, u Bogdanovce su došla četrnaestorica pripadnika HOS-a pod zapovjedništvom Zdravka Špalja - Papundeka.
Nakon toga „sedmodnevnog plana za razbijanje Hrvatske“ JNA se našla u problemima. Hrvatska se još uvijek držala, a držao se i grad Vukovar. S druge strane, u Srbiji je odaziv na mobilizaciju oko 25%. Ljudi bježe iz vojvođanskih brigada, kragujevačka i loznička brigada su oslabljene masovnim dezertiranjem. Po navodima iz Jovićevog dnevnika, jedino je "uspješno mobilizirana brigada iz Požarevca, dok je brigada iz Valjeva kompletno pobjegla. Sada u Šidu stoji kompletna tehnika Druge mehanizirane brigade, bez vojske". Obzirom kako su snage JNA očito zaustavljene i plan „sedmodnevnog odsijecanja“ Hrvatske nije uspio, uslijedila je promjena u zapovjedništvu JNA, kao i pregrupiranje i popunjavanje te nova strategija slamanja obrane u istočnoj Slavoniji. Time je završen prvi dio bitke za Vukovar.

## Drugi dio bitke
JNA je preustrojila svoje snage, promijenila zapovjedništvo (došao je general-pukovnik Života Panić), podijelila ih u dvije operativne grupe: Sjever i Jug i počela nove operacije za okruženje i zauzimanje Vukovara. Paravojne postrojbe su integrirane u JNA jedinice, a rezervisti i novaci (često Bošnjaci ili Albanci) zamijenjeni su dragovoljcima iz Srbije gdje je god to bilo moguće. Isto tako, promijenila se taktika napada JNA pa se Vukovar umjesto direktnih oklopno pješačkih napada na grad, počeo polako odsijecati od ostatka Hrvatske uz „čišćenje“ hrvatskih sela između Bosuta i Dunava.
Dana 29. rujna 1991. godine, u Vukovar su stigle 4 haubice i 4 kamiona streljiva, zadnje ozbiljne količine dovezenog oružja u grad (to je bilo oružje iz osvojene vojarne u Varaždinu). U prvom danu listopada, brigada JNA zauzela je selo Petrovce koji se nisu ni branili jer nisu imali čime, nakon čega je napadnuta prometnica Marinci - Bogdanovci - Vukovar i selo Marinci. Padom Marinaca, JNA je uspostavila crtu pravcem Mirkovci - Marinci - Bršadin blokiravši tako „kukuruzni put“ pa je i selo Bogdanovci okruženo. Isti dan napadnuto je i selo Cerić s 30 tenkova i otprilike toliko oklopnih transportera. Nakon uništenja tri oklopnjaka, JNA se povukla.
Sljedećeg dana napadano je Sajmište. Iz vojarne u Vukovaru izašli su tenkovi i oklopna vozila njih ukupno 30 i oko 600 pješaka, njih 3 ili 4 skrenulo je u ulicu Mladena Stojanovića, a njih 4 u Dalmatinsku. Cijelo jutro vodile su se žestoke borbe, uništena su 3 tenka i 1 oklopno vozilo, te oko 100 pješaka. Neprijatelj je u napad uveo i specijalce iz Niša. Nakon što su branitelji uništili oklop, preostalo je pješaštvo koje se je posakrivalo po okolnim kućama, pa je svaku kuću trebalo čistiti. Taj dan je neprijatelj u Vukovaru izgubio 30 tenkova i oklopnih transportera, ubijeno je 200 vojnika, a na grad je palo 11.000 granata.
Napadnuti su i Bogdanovci. U noći je pljuštala kiša, a ujutro je JNA krenula s 10 tenkova i isto toliko oklopnih transportera. Uništena je prva "osamdesetčetvorka", nakon čega su pogođena još dva transportera a jedna 84 je nagazila na minu. Još jedan tenk je bio oštećen i on je ostao stajati kod nogometnog igrališta. U popodnevnim satima JNA je opet napala i selo Cerić i to iz smjera Male Bosne, predgrađa Vinkovaca. Branitelji su uspjeli uništiti još 4 oklopnjaka, a nakon toga su se povukli u Nuštar i Vinkovce. JNA je osvojila Cerić. 
Dana 3. listopada 1991. godine, vode se teške borbe na prilazima Vinkovcima. JNA osvaja selo Karadžićevo. Hrvatska vojska ima velike probleme s vojnom tehnikom. Oklopno-mehanizirana četa od 7 tenkova T-55 i 11 BVP M80 iskrcana je bez municije za protutenkovske i protupješačke strojnice, bez raketa za BVP s neobučenom posadom, koja je imala samo zadatak da preda tenkove nekoj novoj posadi i da se odmah vrati u Varaždin, što je većina njih i pokušala taj dan ostavivši tenkove u šumi u blizini Đakova. Isti dan napadnut je Nuštar, koji je u tom trenutku bio okružen iz tri smjera; istočno je zauzeti Cerić, sjeverno poljoprivredno dobro Henrikovci i zauzeti Marinci, sjeverozapadno četničko uporište Bršadin i Pačetin, a zapadno zauzeto Ostrovo. U popodnevnim satima nakon topničke pripreme u napad je krenula 252. oklopna brigada JNA iz smjera Marinaca, poduprta tenkovima iz Bršadina i dobra Herikovci.
U obrani nalazili su se malobrojni domaći branitelji, dio pripadnika 2. bojne 3. brigade HV-a, pripadnici policije iz Vinkovaca i Varaždina i manji broj pripadnika HOS-a. U obranu će se uključiti i "Žuti mravi" s Andrijom Marićem, protuoklopna skupina s Trpinjske ceste. Uskoro počinje borba na svim prilazima Nuštru, no težište napada je iz smjera Marinaca i dobra Henrikovci. Neprijatelj je glavnom ulicom došao do centra sela s jednim tenkom i dva transportera. Nakon što je tenk pogođen, povukli su se i transporteri. Epilog borbi jesu dva uništena tenka i dva transportera, a JNA se povukla. Taj dan napadano je i Borovo Naselje, jednim od najjačih napada do tada. JNA je krenula s 26 tenkova, 19 transportera i oko 750 vojnika. Na kraju dana imali su uništenih 17 tenkova, 9 transportera i većinu pješaka. Napadnuti su i Bogdanovci. JNA je krenula s jednom oklopnom bojnom i jednom pješačkom bojnom iz pravca Marinaca i Petrovaca. Razvila se žestoka bitka. Uništeno je oko 10 tenkova i oklopnih transportera, a stradalo je oko 100 neprijateljskih vojnika. Samo Žarko Manjkas – Crvenkapa je uništio je 4 tenka T-55.
Sljedeći dan, pokušana je deblokada Vukovara i to tenkovsko-pješačkim napadom prema Marincima što je JNA zaustavila snažnom topničkom vatrom s područja Orolika, Negoslavaca i Mirkovaca. Pokušaj proboja nastavljen je u noći s 4. na 5. listopada bez pomaka, kao i u tijeku dana s istim rezultatima. Dana 5. listopada 1991. godine, nastavljeni su pokušaji 109. brigade HV-a, koja je uspjela u noći s 5. na 6. listopada, staviti cijeli Nuštar pod svoju kontrolu. Međutim za nastavak prema Marincima nije imala snage uz jaku topničku vatru JNA po hrvatskim snagama. Sljedeći dan, iz Vukovara je u pomoć Bogdanovcima došla skupina Vinkovčana pod zapovjedništvom Franje Petrovića. 
Do djelomičnog povlačenja JNA ipak je došlo na večer 7. listopada, izvlačenjem tenkova M-84 s crte Zidine-Nuštar u pravcu sela Petrovac pa put Marinci-Bogdanovci-Vukovar više nije bio pod izravnim nadzorom 252. oklopne brigade JNA. 8. listopada, u jutarnjim satima nastavljeni su pokušaji prema Marincima, a sutradan u popodnevnim satima nakon priprema za proboj (za što je dovedena još jedna bojna 3. „A“ brigade HV-a) i unatoč očekivanjima zapovjednika Operativne zone Osijek deblokada Vukovara nije napravljena zbog slabosti raznih hrvatskih postrojbi i neprimjernog ponašanja. Tijekom pokušaja proboja, Vukovar je pod stalnom topničkom vatrom, a JNA je pokušala proboj obrane grada na južnom i istočnom dijelu grada.
Dana 10. listopada 1991. godine, počeo je najjači napada na Vukovar s juga. Obrambeni punkt na križanju ulica Ognjena Price i Otokara Keršovanija je probijen i tenkovi su ušli duboko u Preradovićevu ulicu, a s njima i grupa niških specijalaca i četnika koji su se tijekom noći probili skoro do Štaba. Otkriveni su u dvorištu Vupikove „Kapljice“ i eliminirani. Gubici na obje strane bili su veliki, ali je napad ipak odbačen i vraćeni su izgubljeni punktovi. Ponovni pokušaj deblokade određen je za noć s 10. na 11. listopada. Taj pokušaj nije uspio, djelomično radi nediscipline kod dijela postrojbi HV-a, iako je prethodnica HV-a i MUP-a došla do Marinaca i izvjestila o tome kako su tenkovi i pješaštvo napustili Marince.
U međuvremenu je u Ivankovo stigao i konvoj Crvenoga križa, a osiguran mu je put do Nuštra na putu za Vukovar. Taj konvoj je u Vukovar trebao stići 11. listopada ali ga je JNA vraćala dva puta. Veselin Šljivančanin je objašnjavao pripadnicima misije Europske zajednice kako se u Vukovaru bore dvije paravojne hrvatske postrojbe: MUP i ZNG, a JNA je tu da ih razdvoji. S tim konvojem u vojarnu i na Petrovu Goru ušle su svježe neprijateljske snage. Sljedeći dan JNA je tražila da se konvoj propusti u bolnicu preko Sajmišta, što bi značilo kako taj prostor treba razminirati i snage se trebaju povući pa bi četnici imali otvoren put u centar grada. Borković je zaprijetio kako će otvoriti vatru na konvoj ako krene tim putem u grad. Naravno, Šljivančanin nije bio sretan, a srpske paravojne snage su rasparale pakete pomoći.
Dana 13. listopada 1991. godine, ponovno je bezuspješno pokušana deblokada Vukovara. Pokušaj je prekinut oko 13:00 sati zbog prolaska konvoja Crvenog križa koji je trebao izvući ranjenike iz vukovarske bolnice i dopremiti pomoć u hrani i lijekovima. Nakon dvodnevnog maltretiranja, u vojarni, u Vukovaru gdje je bio smješten, konvoj se neobavljenog posla vratio natrag u Đakovo. Istovremeno, JNA je nastavila s čišćenjem hrvatskih sela između Bosuta i Dunava s vrhuncem - protjerivanjem stanovništva Iloka, 14. listopada 1991. godine, za koju svrhu je pod kontrolom promatračke misije Europske zajednice učinjen i poseban sporazum kojim se prognanici "odriču" svoje imovine u korist Republike Srpske Krajine.

## Treći dio bitke
Od 15. listopada 1991. godine, Vukovar je u potpunom okruženju. Potpora hrvatske strane opkoljenom gradu od toga dana se uglavnom svela na povremene topničke udare. Nastavljeni su energični napadi na Vukovar i Borovo Naselje. JNA je uspjela probiti crtu obrane na području Mitnice, južnom dijelu naselja Lužac, ulici Sajmište i Trpinjskoj cesti. Probijanjem obrambenih položaja napadaču je preostalo samo još nekoliko stotina metara da s pješaštvom uđu sam centar grada i Borovo Naselje te su se stoga vodile žestoke ulične borbe, koje mu to trenutno onemogućuju. Crtu obrane na Lušcu probila je 51. mehanizirana brigada JNA s tenkovskom četom i većim brojem pješaka s osnovnom zadaćom presjecanja komunikacije između Vukovara i Borova Naselja, što je jedan branitelj spriječio.
Sljedeći dan, počinje opet opći napad na grad. Svi položaji, Mitnica, Sajmište, Lužac, Budžak, Borovo Naselje s Trpinjskom cestom tučeni su topnički, tenkovski, minobacački i raketirani iz aviona. Neprijatelj je krenuo najjačim napadom na Lužac i Budžak. Postavili su pontonski most preko Bobotskog kanala i prešlo je nekih 15 tenkova, 4 transportera i oko 1.000 pješaka iz smjera silosa Đergaj prema Vinogradskoj ulici. Obzirom kako na položaju nije bilo dovoljno antitenkovskog oružja pozvan je vod "Turbo", a došao je i Blago Zadro. U trenutku kad je Blago Zadro htio pretrčati prugu, pokosio ga je rafal. "Turbo" vod je počeo uništavati tenkove na početku Vinogradske ulice te su oni skrenuli u vrtove kraj Bobotskog kanala i probali su tuda proći. Uključila se i vukovarsko topništvo: 4 haubice i minobacači. Negdje oko 17 sati pješaštvo se povuklo natrag prema Đergaju, a s njime i tenkovi. Uništeno su najmanje 2 tenka i oklopni transporter.
Nakon čišćenja Vinogradske ulice, branitelji su našli jedan broj masakriranih civila koji su bili skriveni po podrumima. Izgleda kako su u tom napadu sudjelovali i Arkanovci. Uvečer branitelji su prilikom čišćenja pronašli i dva upotrebljiva tenka te manje skladište oružja s nekih 120 zolja, nekoliko snajpera i streljivom. Od zarobljenih dva tenka T – 55 je formirana je „samostalna oklopna postrojba“. Jedan tenk je djelovao, dok je drugi čuvan kako bi poslužio za rezervne dijelove. 18. listopada 1991., popustili su punktovi na Sajmištu, a 19. listopada konvoj sanitetskih vozila ponovno je krenuo u jutro, u 6:30 pravcem Vinkovci - Nuštar - Marinci - Bogdanovci - Vukovar i nakon dvodnevnog putovanja izvukao 102 ranjenika iz bolnice. 21. listopada, pokušan je pješačko - tenkovski prodor u Vukovar iz pravca Mitnice koji je odbačen. 
Dana 22. listopada 1991. godine, crta obrane hrvatskih snaga na području operativne zone Osijek je bila: Koritna - Mrzović - Ivankovo - Jarmina - Vinkovci - Nuštar - Privlaka - Otok - Komletinci - Nijemci – Lipovac. Sljedeći dan je bio ponovno težak za branitelje Vukovara. Bolnica je pogođena s oko 40 raketa, od čega je zapaljena. 24. listopada, angažiran je samostalni zrakoplovni vod Osijek koji je noćnim letovima desantirao nužan materijal u Vukovar. Sljedeći dan, JNA je ušla u Tordince nakon što je izgubila 6 tenkova. 29. listopada, izveden je jak napad JNA na Bogdanovce iz pravca Marinaca, Petrovaca i dijelova Vukovara ali je odbačen. Dana 1. studenog 1991. godine, odvija se, ponovno, jak napad na Bogdanovce s 15 tenkova. Uništena su dva tenka nakon čega se JNA povukla.
Sutradan, Hrvatska vojska je izvela napad na Cerić koji nije uspio. Istog dana Vukovar je nakon jake topničke pripreme napadnut oklopništvom i pješaštvom. U borbama na Lušcu djelovao je i zarobljeni tenk; obzirom kako su neprijateljski tenkovi napredovali po području koje je potpuno otvoreno (pješčara) tenkisti su imali dobro vidljive mete. Uništeno je 14 oklopnjaka. Neprovjerena informacija je bila, da je u jednom od tih tenkova poginuo i general – major JNA Mladen Bratić, zapovjednik Operativne grupe „Sjever“. Palo naselje Lužac i na taj način je direktno ugroženo Priljevo i komunikacija Vukovar – Borovo Naselje te silos na Dunavu. Istog dana su domaći Srbi prokazali lužačke stanovnike, te pomogli arkanovcima i JNA u likvidaciji 59 hrvatskih civila.
Novi punktovi obrane bili su u kafiću London i 2-3 kuće uz njega te s druge strane raskršća u „Drvoprometu“. Ti su punktovi izdržali do 13. studenoga. Zakomplicirala se i obrana Bogdanovaca, koji su se sad našao u kompletnom okruženju jer su izgubili vezu s Vukovarom. Isti dan, 2. studenog 1991. godine, napadnuti su i Bogdanovci čija je obrana odbila napad. Nekoliko dana nakon pada Lušca, u Bogdanovce, su počeli napadati i Arkanovci, ali su i ti napadi odbijeni. 3. studenog, JNA je izvela amfibijski napad i iskrcavanje u Vukovar s područja Srbije kako bi se povezala sa snagama Arkanovaca i JNA koje su prodrle na Lužac. Dana 6. studenog 1991. godine, vode se teške borbe na prilazima Vukovaru, a branitelji imaju sve manje streljiva i protuoklopnih sredstava. Na poziv iz Vukovara topnički je tučeno područje grada iz kojeg je JNA djelovala, naselje Petrova Gora, Sajmište, križanje Trpinjske ceste i Lipovačkog puta, kao i po Vučedolu.
Od 7. do 8. studenog napadi na Vukovar vode se nesmanjenom žestinom. JNA je ušla u samo središte grada, u naselja Boško Buha, Cvjetno Naselje i cijeli Lužac. 9. studenog 1991. godine, očekujući napad JNA radi presijecanja prometnice Vinkovci - Đakovo, isplaniran je i izveden napad Hrvatske vojske na Karadžićevo radi zauzimanja mjesta i utvrđivanja za obranu, koji nije uspio. Sljedeći dan, napad JNA iz pravca Lušca s ciljem zauzimanja nadvožnjaka prema centru Vukovara, radi spajanja s postrojbama koje su napadale duž Trpinjske ceste, bio je uvod u završne borbe za grad. Isti dan napadnuti su i zauzeti Bogdanovci, nakon što su tjednima odolijevali napadima JNA i srpske paravojske.

## Konačni pad Vukovara
Dana 12. studenog 1991. godine, počeo je posljednji, četvrti organizirani pokušaj deblokade Vukovara.
Napad na protivnika učvršćenog na crti Cerić - Henrikovci - Marinci i po dubini Bogdanovci, počeo je u večernjim satima. Slabost angažiranih snaga, od koje se neke nisu ni pojavile na bojišnici, a neke samovoljno udaljile osudio je pokušaj u početku na neuspjeh, pa je od zamisli uspjelo pomicanje snaga iz Nuštra prema Marincima pod vrlo teškim uvjetima djelovanja neprijatelja sa zemlje i iz zraka. Za nastavak napada nije bilo snaga jer raspoloživo ljudstvo nije bilo dovoljno za proboj, s time da se 105. brigada HV-a nije ni javila, a i pored nje bila je potrebna najmanje još jedna brigada.
Toga dana u Vukovaru su napadani punktovi obrane ceste Vukovar – Borovo Naselje i silos na Dunavu. Nakon cjelodnevnih tenkovsko - pješačkih borbi, cesta još nije pala. Sljedeći dan, 6 tenkova se konačno probilo do Priljeva i tenkovskom paljbom natjeralo hrvatske branitelje sa silosa dolje. Tada je konačno pala komunikacija Vukovar – Borovo Naselje i pad grada je postao izvjestan. Dio branitelja povukao se u Vukovar, a dio u Borovo Naselje. U Borovu Naselju novi punkt obrane bila je alatnica kombinata Borovo, a na dijelu Vukovara jedan je bio kod željezničke postaje, a drugi u stambenoj zgradi prvoj poslije nadvožnjaka.
Istog dana dio ljudi, zapovjednika Borovog Naselja, odlazi u proboj prema Vinkovcima. Tada su krenuli i tenkovi i pješaštvo (uglavnom paravojska) s Orlovače na Trpinjsku cestu. Na punkt širine 200 metara krenulo je 18 tenkova M–84 i 22 oklopna transportera. Branitelji, nakon što su uništili 5 tenkova i oklopnih transportera, više nisu imali protuoklopnog oružja pa su se povukli u Ličku ulicu. 14. listopada, JNA je uspjela u potpunosti presjeći prometnicu između Borova Naselja i Vukovara. Sutradan, Proleterska gardijska mehanizirana divizija JNA je s 3. proleterskom gardijskom mehaniziranom brigadom iznenadnim napadom uz jaku topničku i zrakoplovnu potporu potisnula snage lokalne 131. brigade HV-a, koje su u neredu odstupile i zauzela sela Lipovce, Apševce i Podgrađe. Zbog prodora mehaniziranih snaga JNA pripadnici 131. brigade HV-a srušili su most na rijeci Savi kod Gunje zbog mogućnosti napada iz Bosne i Hercegovine.
Dana 16. studenog, pali su Nijemci, a 17. studenog 1991. godine, Vukovar su napustili ljudi s na čelu s Brankom Borkovićem - Mladim Jastrebom. Skupine pripadnika obrane Vukovara koje su uspjele proći kroz protivnički raspored nastavile su s dolaskom noću 17. i 18. studenog. U Borovom Naselju, 18. studenog 1991. godine, još se branio „Crni put“ koji vodi do alatnice kombinata Borovo. 19. studenog, JNA je bila ispred hangara Borova gdje je izvukla veliki broj ljudi koji su bili smješteni u podrumu, ranjenika koji se zadnjih dana nisu mogli odvoziti u Vukovar jer je komunikacija bila prekinuta, te civila. Grupe branitelja su pokušavale proboj ili su se predale 20. studenog 1991. godine. Tada je prestao svaki organizirani otpor grada Vukovara i Borovog Naselja.
Nakon pada grada JNA i srpske paravojne formacije, načinili su mnoga ubojstva i ratne zločine. Pojedini Vukovarski Srbi koji su se u skloništima mjesecima skrivali od granata, sada su se bacali „oslobodiocima“ u naručje i prokazivali branitelje, obitelji branitelja i općenito ljude koji su im se zamjerili. Stoga su po cijelom području grada Vukovara ljudi streljani, a najveći organizirani i masovni zločin dogodio se nad ranjenicima iz bolnice u Vukovaru i braniteljima te civilima kojih je 200 identificirano iz masovne grobnice na Ovčari. Obzirom kako s područja istočne Slavonije, uglavnom iz Vukovara do danas još nije nađeno oko 500 osoba, vrlo je vjerojatno kako u okolici postoje neotkrivene grobnice.

## Posljedice u međunarodnim odnosima

### Međunarodna reakcija
Za vrijeme opsade, međunarodna zajednica je bezuspješno pokušavala prekinuti borbe. Pregovarači Europske zajednice su neprekidno pokušavali dogovoriti primirja, no njih nijedna strana nije poštivala. Neka su prekinuta unutar par sati. Do rujna 1991. godine, neke su članice EZ-a već pozivale na vojnu intervenciju snaga Zapadnoeuropske unije, ali je to blokirano vetom Ujedinjenog Kraljevstva. Umjesto toga mirovna konferencija je sazvana u Haagu, u Nizozemskoj, pod predsjedavanjem lorda Caringtona.
Istovremeni napori su poduzeti i sa strane Ujedinjenih naroda koji su nametnuli embargo na oružje svim republikama bivše Jugoslavije u rujnu 1991. godine. Međutim, niti napori UN-a niti EZ-a nisu uspjeli postići puno više od davanja praznih izjava u kojima se traže zaustavljanje borbi od učesnika. UN-ov embargo na oružje je prilično naštetio Hrvatskoj (dakle žrtvi napada) jer je usporio njezino naoružavanje, za vrijeme dok ju je napadala jedna od vodećih vojski u Europi. Najbliža izjava kojom se zapravo osuđuje jedna od dvije sukobljene strane je bila ona Europske zajednice, 12. studenoga 1991. godine, u kojoj se osuđuje povećanje broja napada JNA i srpskih paravojnih snaga na hrvatske gradove.
Što se tiče međunarodnog praćenja bitke, malo je sumnje da su Srbi ispali zlikovci u ovoj bitci. Nije bilo međunarodnih medija u samom gradu (za razliku od opsada Sarajeva ili Dubrovnika) i prilično se malo materijala o borbama za Vukovar emitiralo u inozemstvu.
Zapadni su mediji bili usredotočeni prema istovremenoj bitci za Dubrovnik. Britanski novinar Misha Glenny, koji je izvještavao iza obaju linija bojišnica, izjavio je da su JNA i posebno srpske četničke paravojske bile izrazito neprijateljske prema stranim medijima, u izrazitoj opreci s otvorenim Hrvatima, koji su iskorištavali svaku priliku za prikazivanje zbivanja u vidu borbe za slobodu protiv višestruko jačeg neprijatelja.

### Hrvatski odgovor
Reakcije na bitku u Hrvatskoj i ostatku bivše Jugoslavije znatno su se razlikovale. Hrvati su vidjeli bitku za Vukovar kao borbu na život i smrt za preživljavanje svoje države i nacije, koju su uspoređivali sa sovjetskom bitkom za Staljingrad. Posljedice bitke bile su obilježene proturječjem oko nedostatka odlučnosti hrvatskih vlasti tijekom same bitke. Dva polupokušaja za deblokadu grada bila su poduzeta u listopadu i studenom 1991. godine, ali nije se uspjelo znatnije pomaknuti crtu bojišnice. Mile Dedaković i Branko Borković preživjeli su bitku i javno govorili protiv vladinih akcija. U očitom pokušaju da ih se ušutka, obojica su bili nakratko pritvoreni od hrvatske policije.
Sa strogo vojne strane, međutim, malo se moglo dobiti hrvatskom protuofenzivom. Bitka za Vukovar je slomila ofenzivu JNA na Hrvatsku. Sam grad je bio strateški potrošan i u svakom slučaju, vjerojatno neobranjiv. Bio je skoro u potpunom okruženju naselja koja su Srbi kontrolirali, te naslonjen na samu Srbiju, otkud je također bio bombardiran i napadan. Iako su hrvatske vlasti nedvojbeno pretrpjele štetu padom Vukovara, sa strateške strane događanja, šteta nanesena JNA je više nego nadoknadila pad grada.

### Srbijanski odgovor
Velik broj žrtava u bitci uzrokovao je ozbiljno javno neslaganje u Srbiji i Crnoj Gori, tako da su desetci tisuća novaka koji su trebali biti unovačeni krenuli u skrivanje ili otišli iz zemlje. Gotovo je izbila pobuna u nekim jedinicama rezervista i masovni prosvjedi protiv rata bili su organizirani u srbijanskim gradovima Valjevu, Čačku i Kragujevcu. U poznatom incidentu vozač tenka Vladimir Živković odvezao se od bojišnice u Vukovaru do zgrade federalnoga parlamenta u Beogradu. Dosta se Srba jednostavno nije identificiralo s idealima hrvatskih Srba i nisu bili spremni za Vukovar žrtvovati svoje živote i živote svoje djece. Iako su većina žrtava koji su sudjelovali u JNA bili Srbi iz Srbije, sama Srbija nikada službeno nije bila u ratu s Hrvatskom.
U znaku javne neomiljenosti borbi, napori JNA za novačenje u nove postrojbe za daljnje pohode na Hrvatsku neslavno su propali. Samo 13% sposobnih za vojnu obvezu zbilja su se pojavili na novačenju, a do kraja 1991. godine, oko 6000 sudskih postupaka protiv dezertera vodilo se na beogradskim vojnim sudovima Neuspjeh mobilizacije značio je otkazivanje[nedostaje izvor] planirane ofenzive JNA na Hrvatsku zbog jednostavnoga nedostatka ljudstva. Međutim, unatoč ovom podbačaju, gradske vlasti Novog Sada, u čijemu je gradskom vijeću većinu imala Srpska radikalna stranka, odlučile su 2007. godine preimenovati nekoliko ulica imenima ljudi koji su sudjelovali u napadu na Vukovar. Vijećnici oporbe napustili su sjednicu u znak prosvjeda, no vijeće je unatoč tomu odlučilo poduprijeti preimenovanja.

### Odjek u ostatku SFRJ
U Bosni i Hercegovini, odakle je velik broj vojnika JNA bio mobiliziran, predsjednik Alija Izetbegović apelirao je građanima da se odupru mobilizaciji jer "to nije naš rat". Međutim, za to vrijeme JNA je već razorila neka hrvatska sela u Bosni i Hercegovini uz hrvatsku granicu (Ravno, Uništa), te je s teritorija Bosne i Hercegovine napadala samu Hrvatsku. Iz tih razloga se vodstvu Bosne i Hercegovine (pogotovo bošnjačkim članovima) zamjera nedostatak otvorene potpore Hrvatskoj jer je de facto rat započeo i na bosanskohercegovačkom teritoriju na kojemu su gorjela hrvatska sela.
Mobilizirani vojnici JNA iz Republike Makedonije sudjelovali su u bitci. Makedonija je objavila svoju neovisnost od SFRJ tijekom bitke (8. rujna 1991.), dok su mnogi rezervisti iz Makedonije bili još uvijek u JNA pod zapovjedništvom oficira, od kojih su većina bili Srbi. Godine 2005., zapovjednik glavnog stožera makedonskih vojnih snaga Miroslav Stojanovski bio je upleten u međunarodni skandal zbog navodnih ratnih zločina počinjenih u Vukovaru.

## Posljedice bitke
Posljedice bitke se mogu podijelit na dvije najvažnije stvari: utjecajem pada grada na tekuću invaziju JNA na Hrvatsku i sudbinom preostalih nesrba u Vukovaru u trenutku pada grada.

### Kraj bitke
Tromjesečna opsada je vezala uz grad neke od najboljih jedinica koje je JNA imala, uključujući i 2 tenkovske i 6 mehaniziranih brigada u širem području, značajan dio armijine tenkovske napadačke snage, što je sklonilo pritisak s ostalih bojišta u Hrvatskoj. Ova tromjesečna pauza, tijekom koje je JNA bila usredotočena na poražavanje samo jedne hrvatske pješačke brigade, omogućila je Hrvatskoj završavanje mobilizacije započete u listopadu. Kao rezultat, kad je bitka za Vukovar počela, Hrvatska je vojska imala manje od 20 brigada, što je povećano na 60 kada je bitka završila.
Zapovjednik JNA na vukovarskom bojištu, general Života Panić, bio je odlučan da izvede dugo odgađani nastavak JNA invazije Hrvatske nakon pada Vukovara. Nakon završetka bitke, premjestio je trupe prema Osijeku, sljedećem strateškom cilju JNA. Sam Vukovar je bio prepušten četnicima i srpskim paravojnim jedinicama. Međutim, Osijek je bio mnogo teža meta od Vukovara. Mnogo veći grad, 3 puta veći od Vukovara, bolje branjen, s boljim linijama komunikacije s ostatkom Hrvatske od Vukovara, a sama JNA je oskudijevala vojnicima kao jednom od posljedica bitke za Vukovar. Nadalje, hrvatske snage su bile dosada bolje opremljene nego na početku ofenzive, zahvaljujući preuzimanju JNA naoružanja u bitkama za vojarne.
Veliko granatiranje Osijeka je bilo priređeno kao priprema za planirani napad, međutim u tom je trenutku intervenirao srpski predsjednik Milošević. JNA je dosada zauzela većinu teritorija na kojima je bila prisutna srpska manjina te je Milošević imao premalo interesa u zauzimanju velikog grada s hrvatskom većinom, da se ni ne govori o Panićevim ciljevima svrgavanja legalno izabrane vlasti u Zagrebu i postavljanja Hrvatske pod vojnu okupaciju. Nadalje, rat je stvorio izvjesne političke teškoće u samoj Srbiji. Nakon što je Milošević prisilio vrh JNA da naredi Paniću prekid svih njegovih operacija, započeli su pregovori o primirju na terenu između predstavnika Hrvatske i Srbije pod pokroviteljstvom izaslanika UN-a Cyrusa Vancea. U siječnju 1992. dogovoreno je primirje, privremeno prekidajući borbe u Hrvatskoj.

### Zarobljenici i ratni zločini
Sudbina zarobljenih u Vukovaru, i civila i vojnika, bila je nadasve strašna. Mnoge su masakrirali srpski četnici i paravojska, novinari koji su posjetili grad odmah nakon pada su prisustvovali ulicama pretrpanim truplima civila. Novinari BBC-a su snimili srpsku miliciju i četnike kako pjevaju:
»Slobodane, Slobodane, šalji nam salate, biće mesa, biće mesa, klaćemo Hrvate!«
Branitelji sjevernog džepa u Borovu Naselju se nisu mogli probiti iz obruča i izvući iz grada te ih je većina bila ubijena. Ista je sudbina dočekala i mnoge branitelje samog Vukovara, iako su neki, uključujući i zapovjednike uspješno probili obruč i izvukli se na područja pod kontrolom hrvatskih vlasti. Od preživjelih nesrba većina ih je protjerana na slobodan teritorij, ali je oko 800 ljudi sposobnih za borbu (podjednako civila i zarobljenih vojnika) kao i drugih civila zatočena u srpskim zatvorima. Većina iz Vukovara je završila u zatvoru u Srijemskoj Mitrovici. Iako su postupno gotovo svi zamijenjeni u razmjenama zarobljenika, neki su ubijeni tijekom brutalnog mučenja po zatvorima. Hrvate iz Vukovarske bolnice (oko 260 ljudi plus medicinsko osoblje) je odvela JNA i srpska paravojska na obližnje polje u Ovčari i tamo ih pogubila.
2005. godine dobivena je informacija o masovnoj grobnici u okolici Vukovara. U njoj je trebalo biti 400 ubijenih iz Vukovara i okolice. Iskapanja nisu dala očekivane rezultate. Prostor za koji se pretpostavlja da je grobnica velik je, velik, miniran i nepristupačan. Jedan je svjedok otkrio lokaciju još dvije masovne grobnice na Ovčari. Pokusnim iskapanjem nisu nađene, ali je utvrđeno da je teren prekopavan što znači da su tijela najvjerojatnije iz njih premještena na neku drugu lokaciju.

## Sudski epilog
Tri časnika JNA, Mile Mrkšić, Veselin Šljivančanin i Miroslav Radić bili su optuženi od Haaškog suda zbog višestrukih zločina protiv čovječanstva i kršenja ratnih konvencija. Troje optuženika bili su ili uhvaćeni ili su se predali tijekom 2002. i 2003. godine te su suđeni od listopada 2005. godine. Mile Mrkšić osuđen je na Međunarodnom sudu za ratne zločine počinjene na području bivše Jugoslavije u Haagu, 27. rujna 2007. godine, na 20 godina za ubojstva i mučenja, Šljivančanin na petogodišnji zatvor radi mučenja, ali je oslobođen optužbi za genocid i istrebljenje nesrba, a Radić je bio oslobođen. Slavko Dokmanović je bio isto optužen i uhićen zbog svoje uloge u masakrima, ali je počinio samoubojstvo 1998. godine, 2 dana prije svoje presude.
Vođa četničke paravojske Vojislav Šešelj je optužen za niz zločina uključujući i one povezane sa smaknućima zatočenika iz vukovarske ratne bolnice, u kojem su njegovi "Beli Orlovi" bili upleteni. Hrvatska je također sudila većem broju Srba za ratne zločine u Vukovaru, iako je većina optuženika umrla prirodnom smrću prije nego što su procesirani ili im se sudilo u odsustvu i u prosincu 2005. godine, srpski sud je optužio četrnaest bivših pripadnika četničkih paramilitarnih postrojbi za njihovo sudjelovanju u bolničkom masakru.
Iako za početne napade na Vukovar nisu podignute optužnice na sudu u Haagu, optužnica MIloševiću je teretila istog za sveukupnu JNA/srpsku ofenzivu u Hrvatskoj, uključujući i borbe u istočnoj Slavoniji, kao "zajednički zločinački pothvat" u svrhu uklanjanja nesrpske populacije na područjima pod srpskom kontrolom u Hrvatskoj. Slobodan Milošević je također bio optužen za pogubljenja, protjerivanja i uništenja imovine u Vukovaru, kao i sudioništvo u masakru na Ovčari.
Zločini nakon pada vukovarske bolnice su tema većeg međunarodnog filma, koji se trenutno snima. Dana 3. kolovoza 2007. godine, hrvatski mediji su izvjestili da je nominirana za Oscar Toni Collette, preodređena da glumi ulogu dr. Vesna Bosanac u nadolazećem filmu. Do današnjeg dana, dr. Vesna Bosanac je ostala rukovoditelj vukovarske bolnice.
Milorad Pejić je uhićen 2008., u posjetu Beogradu i optužen je za sudjelovanje u smrti više od 200 ljudi u Hrvatskoj 1991. godine. Uhićen je po Interpolovoj tjeralici na beogradskom aerodromu 19. ožujka 2008. godine. Srpske vlasti su izjavile da su započele istragu oko Pejićevog navodnog učestvovanja u ubojstvima iz 2003. godine, ali da ga nisu mogle uhititi kako je isti živio u Velikoj Britaniji.
Srpski sudovi su kasnije osudili 14 bivših milicajaca na zatvorske kazne do 20 godina zbog umorstava najmanje 200 ratnih zarobljenika prilikom ulaska u vukovarsku bolnicu. Ponovno suđenje je naređeno od srpskog Vrhovnog suda radi navodnih neregularnosti u procesu.
Prema svjedočenjima vukovarskih stanovnika, emitiranih na HRT-u, 16. studenog 2006. godine u emisiji "Brisani prostor" (povodom obljetnice pada Vukovara), sva smišljenost i dubina zla koja stoji iza srpskih napada na Vukovar (kao i mjerilo srpske nelojalnosti i izdaje) se vidi i po tome što je napad smišljeno započeo "nakon što su se hrvatska djeca vratila sa školskih ekskurzija u Vukovar. Istovremeno, sva srpska djeca su preseljena iz grada.", tako da u toj neravnopravnoj borbi, izgine što više hrvatske djece, a bez ikakvog rizika za stradanjem srpske.
Za rušenje vukovarske ratne bolnice i brojnih civilnih objekata do danas (stanje 18. studenoga 2011.) nitko nikad nije odgovarao. Za ratne zločine koje su velikosrbi počinili na vukovarskom području sudski je procesuirano samo 65 osoba; presude postoje za 24 osobe, od čega je 17 za osobe u odsutnosti.

### Okupacija Vukovarske Ade
Iako je Vukovar vraćen Hrvatskoj početkom 1998. godine, Vukovarska ada, hrvatski otok na Dunavu, još je uvijek pod kontrolom snaga Republike Srbije. Unatoč odlukama Badinterove komisije iz 1991. godine, Srbija odbija vratiti otoke s objašnjenjem da su bliži srpskoj strani rijeke pa su po tome srpski. Vojna okupacija otoka je završila tek nedavno nakon incidenta u kojem je srpska vojska otvorila vatru i uhitila gradonačelnika Vukovara Vladimira Štengela s 19 drugih hrvatskih civila i 8 djece koji su bili u posjetu Zvezdanu Kisiću, gradonačelniku srpskog grada Bačke Palanke.
Ovaj hrvatski otok, kao i drugi okupirani otok, Šarengradska ada, sada je pod kontrolom srpske policije. Dogovorom iz 31. srpnja 2006. godine, između Vukovara i prekodunavske općine Bač, na Vukovarsku adu se može po pojednostavljenom režimu i bez pograničnih dozvola i putovnica. Tada je istaknuto da će Vukovarska ada biti simbol mira i brže normalizacije međuljudskih odnosa i svekolikoga života na graničnom području.

## Žrtve

### Hrvatske
Do kraja 1991. godine, po službenim podaci izdanim u Hrvatskoj 3210 Hrvata je ubijeno, a 17 393 ih je ozlijeđeno tijekom sukoba. Većina ozljeda je posljedica opsade Vukovara. Točan broj vukovarskih žrtava je još uvijek nepoznat. Prema hrvatskim izvorima, objavljenim od Ministarstva vanjskih poslova i europskih integracija 2006. godine, Hrvatska je izgubila 879 vojnika, dok je 770 ranjeno u samom gradu Vukovaru.
Prema hrvatskom generalu Antonu Tusu, oko 1100 vukovarskih branitelja je ubijeno, 2600 branitelja i civila označeno kao nestalo, a drugih 1000 hrvatskih vojnika ubijeno na prilazima Vinkovcima i Osijeku. Također je istaknuo da se intenzitet borbi može prosuditi po činjenici da su gubici u istočnoj Slavoniji između rujna i studenog 1991. jednaki polovici cjelokupnih gubitaka u Domovinskom ratu cijele 1991. godine.
U svojoj knjizi "Hrvatska povijest", izdanoj 2004. godine, hrvatski povjesničar Ivo Goldstein je procijenio gubitke hrvatskih vojnih snaga u bitci za Vukovar na 2500 mrtvih (uključujući i snage koje su pomagale obranu u okolici grada). CIA je procijenila hrvatske žrtve na cca 4000-5000 mrtvih po istočnoj Slavoniji u tom razdoblju.
Prema specijaliziranom elektroničkom portalu o Domovinskom ratu "Domovinski rat On Line", ukupan broj stradalih vojnika HV-a procjenjuje se na oko 2500, od čega je oko 900 poginulo tijekom samih borbi u Vukovaru, oko njih 600 ubijeno je nakon pada grada, a ostalih 1000 je stradalo u borbama na širem području Vukovara. Oko 7000 osoba, civila i vojnika, završilo je nakon pada grada u logorima u Srbiji. Poginulo je oko 1000 civila, od čega 86 djece, od kojih je najmlađe imalo 6 mjeseci (Ivan Kljajić), koji je poginuo od krhotina velikosrpske granate dok ga je otac Pavle Kljajić držao u rukama (ranjen u tom napadu, i on je uskoro umro). Ranjeno je 2.500 osoba od čega su 570 ostali trajni invalidi. Bez jednog ili oba roditelja ostalo je 858 djece.
Na popisu od ožujka 1991. Vukovar je imao 44 639 stanovnika, a nakon što je pao grad 18. studenoga 1991. godine, velikosrpski agresor je protjerao i prognao oko 22 000 osoba. Osim toga, oko 8000 branitelja i civila je prošlo kroz srpske koncentracijske logore; oko 4000 ih je ubijeno, poginulo ili nestalo, 306 se vodi kao nestali (stanje 18. studenoga 2011.). Na obližnjem stratištu na Ovčari malo poslije su pobijene brojne nedužne obitelji, ukupno 260 ranjenika i civila.
Tijekom vukovarske ratne kalvarije je ubijeno 86 djece, od čega je 54 djece bilo mlađe od 10 godina. Iz Vukovara je najpoznatija hrvatska majka stradalnica, Kata Šoljić, čija su sva četiri sina ubijena i brojni članovi obitelji. U Vukovaru je pronađena masovna grobnica u kojoj su pronađeni tjelesni ostaci više od 1200 osoba.(!) Velikosrpski su osvajači na grad ispalili više od 6,5 milijuna projektila. Srušili su vukovarsku ratnu bolnicu i brojne civilne objekte, a za to do danas (stanje 18. studenoga 2011.) nitko nikad nije odgovarao.

### Srbijanske
Procjene JNA gubitaka su nadalje usložnjavane pomanjkanjem službenih brojki. Bivši zapovjednik novosadskoga korpusa, umirovljeni general Andrija Biorčević, nije se mogao sjetiti koliko je ljudi izgubio, no izjavio je da vjeruje da to nije bilo više od 1500 poginulih. Biorčević je objasnio da je tijekom opsade Vukovara, većina vojnih aktivnosti bila vođena na razdaljini i iz dobro utvrđenih rovova.
Jedine izričite brojke o srbijanskim gubitcima u opsadi Vukovara izdane s njihove strane (izdano od Miroslava Lazanskog, neslužbenoga glasnogovornika JNA i javno poznatoga vojnog komentatora iz Beograda) bile su 1103 vojnika i dobrovoljaca ubijeno, 2500 ranjeno, 110 tenkova i transportnih vozila uništeno i 2 aviona oborena, dok je još jedan pao zbog kvara.
Godine 1997., Anton Tus procijenio je neprijateljske gubitke na oko 10 000 mrtvih, 600 vozila i 23 aviona (moderni srbijanski izvori, međutim govore o samo oko 6000 srpskih državljana ubijenih tijekom četiri godine rata, uključujući i neke civile). Tijekom toga razdoblja, po Tusu, Hrvatska je izgubila samo oko 1850 branitelja (od toga datuma, general je na više procijenio hrvatske gubitke).
Prema specijaliziranom elektroničkom portalu o Domovinskom ratu »Domovinski rat On Line«, ukupan broj stradalih vojnika JNA na širemu području Vukovara procjenjuje se do 8000 poginulih, do 15 000 ranjenih te između 400-600 uništenih tenkova i oklopnih vozila, oko 20 uništenih zrakoplova i helikoptera.

## Vukovarska tragedija u umjetnosti

### Glazba
Od pjesama koje tematiziraju Vukovar, valja spomenuti pjesme: Siniša Glavašević "Grad to ste-vi" Marije Peakić-Mikuljan "Vukovarska", Vladimira Kočiša Zeca "Gospodine generale", Hrvoja Hegedušića "Stoji grad", Zlatnih dukata "Vukovar, Vukovar", Shortyja i Miroslava Štivića "Dok Dunav" i druge.
Vodotoranj, vukovarska Glavna ulica, Memorijalno groblje žrtava iz Domovinskog rata i Križ na ušću Vuke u Dunav, pojavljuju se u spotu pjesme "Lijepa li si", koju je otpjevao Marko Perković Thompson s prijateljima. U izboru slušatelja Narodnog radija povodom 20. godina hrvatske državnosti, pjesma je proglašena najljepšom domoljubnom pjesmom. Spomenuti simboli Vukovara se pojavljuju u instrumentalu prije posljednjeg ponavljanja pripjeva. U spotu za pjesmu Zlatnih dukata "Ne dirajte mi ravnicu", koja je u neku ruku postala himnom Domovinskog rata, tijekom posljednjeg ponavljanja refrena, prikazana je kolona uplakanih i uplašenih Vukovaraca, što je popraćeno kadrom uplakanog Fabijana Šovagovića iz filma Branka Schmidta Sokol ga nije volio.
O 25. obljetnici pada grada, u Vukovaru je 4. listopada 2016. u izvedbi Hrvatskog komornog orkestra praizvedena »Božićna suita« Anđelka Igreca, koja pad Vukovara tematizira kroz stihove hrvatskih božićnih pjesama kao simbolike nade i novog početka. Nakon Vukovara, suita je i izvedena u Hrvatskom glazbenom zavodu u Zagrebu te je snimka te izvedbe zabilježena na nosaču zvuka Glas veseli.

### Književnost
Bitka za Vukovar i tragedija njegova pada u suvremenoj hrvatskoj književnosti uglavnom su obrađene unutar žanra traumatske proze. Istaknuto mjesto u »kulturi sjećanja« Vukovara zauzima zbirka kratkih priča Priče iz Vukovara Siniše Glavaševića (1992.), novinara Hrvatskoga radija Vukovar i žrtve pokolja na Ovčari, koja je nastajala tijekom same opsade grada te ju je Glavašević poslao u Zagreb neposredno prije svoje smrti. Glavašević u svojim pričama ne imenuje neprijatelja (»Netko je dirao moje parkove...«) niti u njima ima tragova razaranja, već je Vukovar gotovo nadrealistično preobražen u »simbol krhke ljepote i apstraktne patnje, mitsko mjesto istinskoga života i neimenovane boli, žrtvovani grad bez naznaka kako je i zašto postao grad-žrtva« (Dubravka Oraić-Tolić) Glavaševićeva Priča o gradu ubraja se među najznačajnije antologijske prozne ostvaraje hrvatske književnosti na temu Domovinskoga rata, ali i izvan nje, posebno zbog svoje općeljudske poruke sažete u posljednjim rečenicama priče: »A grad, za nj ne brinite, on je sve vrijeme bio u vama. Samo skriven. Da ga krvnik ne nađe. Grad – to ste vi.« Glavaševićeva kolegica s HRV-a, svjedokinja vukovarske tragedije, Alenka Mirković, autorica je antologijskog romana 91,6 MHZ: Glasom protiv topova (1997.), u kojem autobiografsko-memoarskim stilom iznosi vlastito svjedočanstvo opsade grada i svoga novinarska rada u ratnim uvjetima. Dok Glavašević ratno stradanje Vukovara iskazuje in statu nascendi (u vrijeme opsade grada), Mirković svjedočanstvo iznosi s vremenskim odmakom, post festum, i to iz dvaju motrišta - slike razrušena grada i ratnih razaranja očima djevojčice i očima ratne izvjestiteljice.
Nedjeljko Fabrio, koji je kao predsjednik Društva hrvatskih književnika u vrijeme opsade Vukovara bio angažiran u javnim istupima protiv velikosrpske agresije, vukovarska ratna razaranja književnički obrađuje intertekstualnim smještanjem Tolstojevog junaka Vronskog iz Anje Karenjine na vukovarsku bojišnicu, u ulogu srbijanskog vojnika, koji svjesnim ulaženjem u minsko polje na samomu kraju Fabrijeva postmodernističkoga romana Smrt Vronskog: Deveti dio Ane Karenjine; Romanzetto alla Russa (1994.) izražava osudu srbijanske agresije na Vukovar. Rođeni Vukovarac Pavao Pavličić u svojim autobiografskim zapisima grada i njegovih stanovnika obrađuje i tematiku Domovinskoga rata, napose u Vukovarskim razglednicama, Vodiču po Vukovaru i Šapudlu (1995.), u kojem »oživljava« Vukovar svoje mladosti, oslikavajući život grada u socijalizmu iz postsocijalističkoga motrišta. Maša Kolanović u svojoj Sloboština Barbie (2008.) prikazuje rat iz viđenja dječje igre lutkama Barbie prognane vukovarske djevojčice u skloništima zagrebačke Sloboštine tijekom jeseni i zime 1991. Sraz dječje igre i ozbiljnosti rata ogleda se u gotovo grotesknome ozračju na vrhuncu romana, u kojemu autorica zajedničku traumu naroda pogođenog ratom iskazuje višestrukim ponavljanjem sintaktički jednostavne, ali semantički višeslojne rečenice »Pao je Vukovar!« Na istom životnom iskustvu posrednoga svjedočenja rata i neposrednoga svjedočenja traume prognaništva Ivana Simić Bodrožić gradi svoj autodijagenetski roman Hotel Zagorje (2010.), no pristup tematici je umnogome različit od Kolanovićina. Junakinja djela također je prognanica iz Vukovara smještena u Zagrebu, no ona je svojim podrijetlom i govornom karakterizacijom traumatizirana gotovo svakodnevno u novoj, zagrebačkoj sredini (ali i među zagorskim domaćinima), pa u romanu prevladava ogorčenost i svojevrsna »poetika traume« iz koje se junakinja ne uspijeva istrgnuti. Traumu silovanja žene tijekoom srbijanske okupacije Vukovara razrađuje Julienne Eden Bušić u romanu Živa glava (2012.), koji predstavlja romansirani životopis zarobljene i silovane Vukovarke, koja »živu glavu« spašava postajući seksualnom robinjom svoga sugrađanina, Srbina. Radnja romana zbijena je u uzak vremenski okvir jednoga dana i prisjećanje je junakinje o traumi silovanja dok kao majka doji dijete, obavlja kućanske poslove i vodi pravosudnu bitku protiv svoga silovatelja, koji slobodno šeće gradom u odori hrvatske policije. Na koncu je silovatelj oslobođen po svim točkama optužnice jer sud nije mogao dokazati silovanje. U suprotnosti s Marulićevom Juditom, »Bušićkina je Vukovarka slaba žena koja ne bira herojsku smrt, nego pristaje na silovanje kako bi spasila goli život i sačuvala ga za djecu i obitelj. (...) Bušićkina žena-žrtva metonimija je mirne reintegracije Vukovara kao grada-žrtve« (Dubravka Oraić-Tolić). Među djelima memoarske proze ističe se autobiografski roman Vilima Karlovića Preživio sam Vukovar i Ovčaru (2011.), u kojem Karlović ne podliježe jednostranoj obradi proživljenih povijesnih događaja, nastojeći postići veću objektivnost u prosuđivanju svog iskustva ratnoga zarobljeništva. Sudbine 34 poginule djece tijekom opsade Vukovara literarno je, u obliku kratkih priča, obradila Ani Galović u djelu Mama, ne vidim nebo (2020.).
U romanu Joa Nesbøa Frelseren (2005.) važnu ulogu u radnji istrage umorstva pod vodstvom Harryja Holea imaju Vukovarci koji su preživjeli opsadu gradu i iselili u Oslo.

### Filmska umjetnost
Na temu vukovarske tragedije hrvatskih civila i zarobljenika snimljeno je malo filmova i književnih djela. Od hrvatskih, to je Vukovar se vraća kući iz 1994., a od inozemnih to su samo film Harrisonovo cvijeće te srbijanski film Vukovar, jedna priča objavljen 1994. i sniman u okupiranom Vukovaru, koji predstavlja potpuno suprotan pogled na vukovarsku bitku. Josip Grozdanić, filmski kritičar, piše da je film »pojednostavnjen, tendenciozan, lažan i patetičan«, a njegova radnja sročena tako da skreće pozornost s »ratnohuškačke velikosrpske politike« uoči napada na Vukovar, same bitke te masovnih zločina koje su srbijanske i jugoslavenske postrojbe počinile nakon pada grada. Film u Srbiji nikada nije uspio dobiti slavu koju je dobio u inozemstvu kao jedan od 10 najgledanijih filmova s ratnom tematikom te godine u svijetu zbog autentičnosti prostora u kojima je sniman.[nedostaje izvor] Tematiku opsade Vukovara, pokolja na Ovčari i u Veleprometu te pitanje nestalih Vukovaraca tematizira igrani film Šesti autobus Eduarda Galića.
Dokumentarni filmovi na temu obrane Vukovara su serijal Heroji Vukovara, Priče heroja Vukovara, Vukovar 91,  "Vukovar - posljednji rez" koji su u produkciji beogradske kuće B92 zajedno napravili srpski redatelj Janko Baljak i hrvatski novinar, Osječanin Drago Hedl, Vukovarska pasija i križni put, Srce Vukovara, Put spasa - kukuruzni put, Sve je bio dobar san, Srpska okupacija šarengradske Ade, Glavu dole ruke na leđa i drugi te filmovi o Domovinskom ratu u kojima je Vukovar jedna od tema i filmovi temeljeni na okupaciji Vukovara (Trinity of Vukovar).
Izmišljeni hrvatski liječnik Luka Kovač iz NBC-jeve serije Hitna služba, kojeg utjelovljuje Goran Višnjić, izgubio je suprugu Danijelu i djecu tijekom napada na Vukovar, zbog čega dobiva PTSP i odlazi u SAD.

### Kazalište
Glumac Pere Eranović prilagodio je Priče iz Vukovara Siniše Glavaševića izvedbi na pozornici u istoimenoj monodrami, praizvedenoj 2015. u splitskome HNK-u, a do danas preko stotinu puta u Hrvatskoj i iseljeništvu.

### Strip
Opsadu i razaranja Vukovara tematiziraju hrvatski strip Papak Frane Petruše i neki kratki stripovi iz zbirke Domovinski rat u stripu. Strip crtač Nenad Barinić objavio je 2018. strip album Vukovar: Haš u kojemu prikazuje život i sudbine hrvatskih branitelja Vukovara.

### Misli
Hrvatski književnik Pavao Pavličić o vukovarskoj tragediji između ostalog piše i u svom djelu Dunav/P.S.1991. Vukovarske razglednice:
»Iz Vukovara se ne moze otići sasvim, premda su mnogi pokušavali. Moguće je taj grad napustiti na neko vrijeme, moguće je čak ponekad imati i osjećaj da smo posve prekinuli s njim, ali definitivnog rastanka s Vukovarom nema. Mogao bih vam sada unedogled navoditi primjere: bilo je ljudi koji su se otisnuli na drugi kraj svijeta, bilo je ljudi kojima se Vukovar smrtno zamjerio, bilo je ljudi koji su se čak i zarekli da se onamo više neće vraćati. Ali nikome to nije pošlo za rukom. Svi su se vratili, prije ili poslije, pa makar samo zato da bi ponovo odlučili da više neće dolaziti u Vukovar, i da bi ponovo mogli prekršiti to obećanje.«

## Spomen

### Spomenici
- Spomenik Ruža hrvatska ispred Nacionalne memorijalne bolnice Vukovar, podignut u spomen na trudnicu Ružicu Markobašić i njezinog nerođenog sina Antuna, koji su ubijeni na Ovčari[68]

»Vukovarska ranjena Gospa« ili »Majka povratnika« naslov je Blažene Djevice Marije kojom se časti kip Gospe Fatimske spašen iz ruševina istoimene župne crkve u Borovom Naselju. Naziva se i »Gospa od Vukovara«, prema pjesmi Domagoja Jakumetovića. Naslov »ranjena Gospa« nadjenut je jer je Gospin kip zbog ratnih ranjavanja izgubio usne, ruke i noge.
Franjevački samostan u Vukovaru predstavio je 2019. poimenični popis Vukovaraca stradalih u Domovinskome ratu, koji obuhvaća 2717 imena.

## Vanjske poveznice
- Vukovar  Arhivirana inačica izvorne stranice od 26. listopada 2020. (Wayback Machine), hrvatski grad heroj - istinita priča
- Hrvatski vojni invalidi Domovinskog rata  Arhivirana inačica izvorne stranice od 24. srpnja 2008. (Wayback Machine) Vukovar
- HVIDR-a Vukovar  Arhivirana inačica izvorne stranice od 8. prosinca 2008. (Wayback Machine) Galerija slika, Vukovar u Domovinskom ratu
- „16 manje poznatih i iznimno mučnih fotografija pokolja i razaranja Vukovara” Telegram, studeni 2015.

### Ostali projekti
|  | Zajednički poslužitelj ima još gradiva o temi Bitka za Vukovar |